# غونزالو يوردان
غونزالو يوردان (بالإسبانية: Gonzalo Yordan)‏ هو لاعب كرة قدم أرجنتيني في مركز حراسة المرمى، ولد في 20 مارس 1994 في Morteros ‏ في الأرجنتين. لعب مع فيليز سارسفيلد.

## وصلات خارجية
- غونزالو يوردان على موقع قاعدة بيانات كرة القدم.إي يو (الإنجليزية)
- غونزالو يوردان على موقع Soccerway.com (الإنجليزية)